# Tetraclorură de siliciu
Tetraclorura de siliciu este o sare a siliciului cu acidului clorhidric cu formula chimică SiCl4.